# Ó bụng xám
Accipiter poliogaster là một loài chim trong họ Accipitridae.

## Phân bố và môi trường sống
Ó bụng xám có phạm vi phân bố rộng nhưng phân tán ở các khu rừng thường xanh nhiệt đới ở vùng đất thấp Nam Mỹ ở độ cao 250-500m trên mực nước biển. Loài này hiện diện ở phía bắc và phía đông Colombia, miền nam Venezuela, hai Guyanas, Suriname, phía đông Ecuador, trung và đông Peru, Amazon Brazil, phía bắc Bolivia, phía đông Paraguay và đông bắc Argentina. Ở Ecuador, sự xuất hiện của ó bụng xám là rất nhiều và chỉ được quan sát thấy trong môi trường sống hoang sơ của rừng. Ở Guyana thuộc Pháp, ó bụng xám đã được quan sát thấy ở tán dưới của cả rừng nguyên sinh và rừng đã khai thác gần đây. Ó bụng xám cũng được cho là vô tình có mặt ở Costa Rica, với chim trưởng thành đầu tiên được quan sát ở đây vào năm 2014 sau khi báo cáo chỉ có cá thể chưa thành niên. Loài này có thể được mở rộng phạm vi của nó vào Costa Rica với sự gia tăng trong đất bị xáo trộn của con người, mà diều hâu này dường như chịu đựng như là một môi trường sống làm tổ. Dọc theo rừng mưa nhiệt đới, ó bụng xám cũng được tìm thấy trong các khu rừng ven sông, rừng cây dày đặc khác và đôi khi trong rừng thứ sinh. Tổng diện tích phân bố ước tính là 7490000 km2.
Mặc dù nó thường được coi là loài định cư trong phạm vi phân bố, một phần hoặc toàn bộ quần thể di cư đã được ghi nhận, với sự di cư úc từ phía nam về xích đạo vào mùa đông được báo cáo xảy ra từ tháng 3 đến tháng 6. Ở Ecuador, nó đã được nhìn thấy quanh năm và do đó được coi là một thường trú nhân ở đây (Global Raptor Information Network, 2012); và đã từng quan sát hơn 500m trên mực nước biển tại San Isidro.